# 희망 (노래)
《희망》은 정두언의 4집 앨범 희망에 수록된 노래이다.